# 크리슈나 의식국제협회

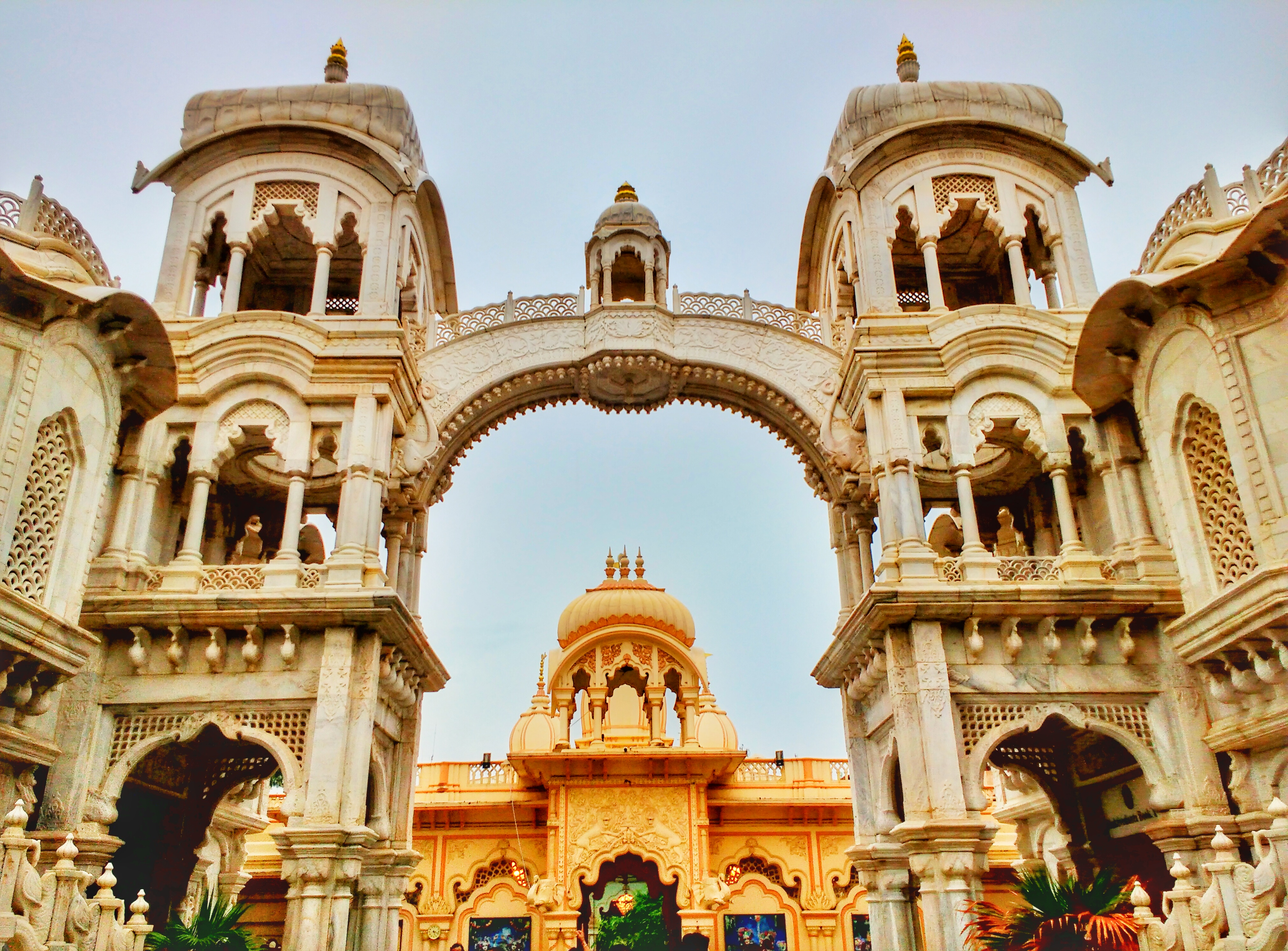
인도 우타르프라데시주 브린다반의 ISKCON 사원.

크리슈나 의식국제협회(The International Society for Krishna Consciousness, ISKCON)는 구어적으로 하레 크리슈나 운동 또는 하레 크리슈나스로 알려진 가우디야 바이슈나바 힌두교 종교단체다. ISKCON은 1966년 A.C. 박티베단타 스와미 프라부파다에 의해 뉴욕에서 설립되었다. 그 핵심 신앙은 힌두교 경전, 특히 바가바드 기타와 바가바타 푸라나, 그리고 15세기 후반부터 인도에서 신도를 지녔던 가우디야 바이슈나바 전통에 바탕을 두고 있으며 1900년대 초반부터 미국과 유럽의 신봉자들이 있었다.
이 단체는 신의 사랑의 실천인 박티 요가의 실천을 전파하기 위해 결성되었다. 2007년 현재 가장 급속한 가입 확대는 인도와 러시아, 우크라이나, 그리고 다른 구소련 연합국가인 동유럽에서 이루어졌다.
그 운동은 논란의 대상이 되어 왔다. 그것은 반문화 단체들에 의해 컬트로 분류되어 왔다. 1990년대에 ISKCON은 아동 학대에 대한 비난에 직면했고, 그것의 지도자들은 1970년대와 1980년대에 미국과 인도의 기숙학교에 살기 위해 보내진 어린이들에 대한 신체적, 정서적, 성적 학대를 인정했다.